# Chan-jang (Wu-chan)
Městský obvod Chan-jang (čínsky v českém přepisu Chan-jang čchü, pchin-jinem Hànyáng Qū, znaky zjednodušené 汉阳区, tradiční 漢陽區) je městský obvod ve Wu-chanu, hlavním městě provincie Chu-pej v Čínské lidové republice. Má rozlohu přes 108 čtverečních kilometrů a k roku 2016 měl přes 648 tisíc obyvatel.

## Poloha
Chan-jang leží v jihozápadní části městského jádra. Jeho východní hranici vymezuje levý břeh Jang-c’-ťiangu (za řekou leží Wu-čchang a Chung-šan), jeho severní hranici pravý břeh Chan-ťiangu (za řekou leží Čchiao-kchou a Tung-si-chu).

## Dějiny
Jméno je složeninou označující „jangovou“ stranu Chan-ťiangu. Do roku 1927 se jednalo o samostatné město, pak jeho sloučením s Wu-čchangem a Chan-kchou vznikl Wu-chan.